# Bernt Scheler
Bernt Scheler (nascido em 25 de outubro de 1955) é um ex-ciclista sueco que competia em provas de estrada.

## Moscou 1980
Scheler competiu como representante de seu país, Suécia, na prova de estrada individual nos Jogos Olímpicos de Verão de 1980 em Moscou, terminando na trigésima nona posição.